# Rebecca Schull
Rebecca Schull, właściwie Rebecca Anna Wattenberg (ur. 22 lutego 1929 w Nowym Jorku) – amerykańska aktorka znana głównie z popularnego serialu komediowego Skrzydła (1990-97), w którym grała Fay Cochran.
W komediach Depresja gangstera (1999) i Nawrót depresji gangstera (2002) wcieliła się w rolę matki głównego bohatera Bena Sobela, którego grał Billy Crystal. Wystąpiła także w filmach: Gra o życie (1993), Sprytne kocisko (1997),  Dziwna para II (1998), Małe dzieci (2006), Lot 93 (2006). Aktorka pojawiła się również w serialach komediowych Roseanne i Frasier.